# Melanie Kaye/Kantrowitz
Melanie Kaye/Kantrowitz (Nueva York, 9 de septiembre de 1945-10 de julio de 2018) fue una ensayista, poeta, académica y activista política estadounidense.

## Trayectoria
Nacida como Melanie Kaye en 1945 en el barrio Flatbush de Brooklyn ya que sus padres habían anglicanizado su apellido Kantrowitz antes de su nacimiento. Sus abuelos habían emigrado a los Estados Unidos desde Europa del Este.
Añadió Kantrowitz a su nombre para honrar sus raíces judías. Kaye/Kantrowitz participó activamente en el Movimiento por los derechos civiles de Harlem cuando era adolescente. Cuando tenía 17 años, trabajó con el Proyecto Educativo de Harlem. Sobre esto dijo que había sido su primera experiencia con una comunidad orgullosa y de acción colectiva.
Kaye/Kantrowitz asoció su activismo con su crianza judía, afirmando que estaba relacionada con la herencia cultural y política judía de su familia tanto como las velas que encendían para Janucá o los Séders donde se compartía la matzá. En su ensayo Ser un judío radical a finales del siglo XX, escribió que sus padres no la habían empujado al activismo, pero sí la criaron para que lo fuera.
En 1966, abandonó Nueva York para asistir a una escuela de posgrado en Berkeley. Más tarde, se mudó a Portland, donde permaneció hasta 1979 antes de pasar varios años en Nuevo México.

## Activismo
Kaye/Kantrowitz se describió a sí misma como una «judía consciente». Junto con Irena Klepfisz y Adrienne Rich, entre otras, fue miembro de Di Vilde Chayes, un grupo feminista judío que examinó y respondió a cuestiones políticas en Medio Oriente y al antisemitismo. 
En 1990, se desempeñó como directora fundadora de Jews for Racial and Economic Justice (Judíos por la Justicia Racial y Económica) (JFREJ), una organización judía progresista centrada principalmente en el trabajo antirracista y en cuestiones de justicia económica. Kaye/Kantrowitz formó parte de la junta directiva del JFREJ de 1995 a 2004.
Alrededor de 1990, también cofundó Beyond the Pale: The Progressive Jewish Radio Hour, un programa de radio semanal que mezclaba el debate y el análisis político local, nacional e internacional, desde una perspectiva judía progresista con los autores de la cultura judía contemporánea.
Kaye/Kantrowitz también formó parte del comité directivo de la Nueva Agenda Judía.
Melanie Kaye/Kantrowitz impartió el primer curso de Estudios de la mujer en la Universidad de California, Berkeley. Enseñó en el Hamilton College, Brooklyn College / CUNY, el Vermont College, e impartió  Estudios judíos, historia y literatura comparada en el Queens College.
Falleció el 10 de julio de 2018, a los 72 años, a causa de la enfermedad de Parkinson.

## Publicaciones
- We Speak in Code: Poems and Other Writings (1980, Motheroot Publications)
- The Tribe of Dina: A Jewish Women’s Anthology (1989, Beacon Press; editora junto a Irena Klepfisz)
- My Jewish Face, and Other Stories (1990, Aunt Lute Books)
- The Issue is Power: Essays on Women, Jews, Violence and Resistance (1995, Aunt Lute Books)
- The Colors of Jews: Racial Politics and Radical Diasporism (2007, Indiana University Press)

Participó en varias antologías, entre ellas:
- Lesbian Poetry: An Anthology (1981)
- Fight Back: Feminist Resistance to Male Violence (1981)
- Nice Jewish Girls: A Lesbian Anthology (1984)

También editó la revista lésbica Sinister Wisdom entre 1983 y 1987.